# Zebulon Simentov
Zebulon Simentov (ou Zablon Simintov, né en 1960 à Hérat) est un marchand de tapis et fut probablement le dernier Juif à vivre en Afghanistan,,,.

## Histoire
Après la fondation d'Israël en 1948 et la suppression des restrictions de sortie en 1951 la plupart des juifs afghans, 5000 environ à l'époque, émigrèrent vers le nouvel État juif. Après l'invasion soviétique ce fut la fuite de la presque totalité des 300 Juifs qui restaient. En 1996 il ne devait plus y avoir que dix personnes environ, presque toutes dans la capitale Kaboul. Lors de la terreur talibane, seuls deux Juifs restaient dans le pays : Simentov et Isaac Levi, son aîné d'environ 35 ans.
Les deux derniers juifs d'Afghanistan se détestaient cordialement. Tous les deux vivaient dans les bâtiments de la dernière synagogue de Kaboul et se considéraient chacun comme l'administrateur légal de cette maison de Dieu et gardien des rouleaux manuscrits de la Torah qui s'y trouvaient et qui avaient, disait-on, 400 ans. Chacun accusait l'autre d'avoir volé la Torah et ils finirent par se dénoncer réciproquement aux talibans, avec pour résultat que par moments ils furent tous les deux emprisonnés par eux et torturés.
Pendant de longues années Levi, le plus âgé, avait eu seul la charge de la synagogue, construite dans les années 1960. En 1998 Simentov se présenta et fut au départ bien accueilli par Levi. La querelle commença au moment où Simentov proposa à son aîné de suivre sa famille en Israël parce que le climat de Kaboul ne convenait pas à un homme si âgé avec des hivers aussi froids. Et puis il reprochait à Levi de dire la bonne aventure aux femmes musulmanes et de leur vendre des philtres d'amour, autant d'infractions contre leur religion.  
Sous le règne taliban, ils n'ont cessé de se dénoncer mutuellement aux talibans. Les motifs de dénonciation allaient de la direction d'une maison close à l'espionnage. La première fois où les deux juifs furent emprisonnés en même temps, les talibans en profitèrent pour piller la synagogue et faire main basse sur tout ce qui avait de la valeur, comme quatre clochettes d'argent et un yad en argent. Quand Simentov voulut mettre la Torah en sûreté en Israël, Levi l'accusa auprès des Talibans de vouloir vendre à son profit le rouleau précieux. Les talibans confisquèrent alors en 1999 cette Torah qu'on se disputait et on ne sait ce qu'elle est devenue. 
Cette inimitié entre les deux derniers juifs afghans dura sept ans et se termina avec la mort de Levi à la mi-janvier 2005.  
Simentov a vécu depuis tout seul et dans une grande pauvreté dans les ruines de la synagogue de Kaboul. Il a dû abandonner son commerce de tapis en 2001 après une attaque des talibans, au cours de laquelle il a perdu tout ce qu'il possédait. Sa femme et ses deux filles vivent en Israël.
La vie de Simentov et de Levi a été le sujet de deux pièces de théâtre : aux États-Unis The Last Two Jews of Kabul de Josh Greenfeld (2002) et en Grande-Bretagne My Brother's Keeper une tragi-comédie de Michael Flexer (2006).
En 2021, malgré le retour des talibans au pouvoir, Zebulon Simentov compte rester en Afghanistan. Il finit néanmoins par quitter le pays avec une trentaine de ses voisins, notamment en raison du risque posé par le gouvernement en place.